# Ado de Friuli
Ado (sau Ato) (d. 695) a fost duce longobard de Friuli între 694 și 695.
Ado e preluat ducatul de Friuli după înfrângerea uzurpatorului Ansfrid  la Verona în 694. Conform cronicii lui Paul Diaconul, el ar fi fost fratele fostului duce Rodoald și s-ar fi aflat la conducerea ducatului vreme de un an și șapte luni. Durata domniei sale este însă obiect de dispută. Ado apare sub titlul de loci servator și este posibil ca el să fi deținut ducatul doar ca regent, în numele regelui longobarzilor, Cunincpert.
Un anume Ado a luptat alături de Raginpert împotriva regelui Liutpert al longobarzilor în 702, însă identificarea sa cu ducele de Friuli este discutabilă.